# Microporella planata
Microporella planata är en mossdjursart som beskrevs av Soule, Soule och Chaney 1995. Microporella planata ingår i släktet Microporella och familjen Microporellidae. Inga underarter finns listade i Catalogue of Life.